# Aleksei Holmstén
Aleksei Holmstén (* 8. November 1970 in Turku) ist ein finnischer Schachspieler.
Die finnische U20-Meisterschaft konnte er 1990 gewinnen. Bei den finnischen Einzelmeisterschaften gelang ihm dreimal eine Platzierung unter den besten Drei: 1993 in Naantali wurde er Dritter, 1997 in Helsinki hinter Antti Pihlajasalo Zweiter; 2000 konnte er die Meisterschaft in Helsinki vor Mika Karttunen gewinnen.
Für die finnische Nationalmannschaft spielte er bei den U26-Weltmeisterschaften 1993 und 1995, wobei Finnland 1995 im brasilianischen Parnaíba den dritten Platz belegte. Dreimal nahm er an Schacholympiaden teil, 1998, 2000 sowie 2002, und einmal an der Mannschaftseuropameisterschaft, der Europameisterschaft 2001 in Ohrid.
Seit 2001 trägt Aleksei Holmstén den Titel Internationaler Meister. Beim internationalen Turnier von Linares erzielte er im Januar 2001 eine Norm zur Erlangung des Großmeister-Titels. Er besiegte dort unter anderem die Großmeister Walter Arencibia, Boris Awruch und Mark Zeitlin.
Die Elo-Zahl Holmsténs beträgt 2288 (Stand: November 2021), seine bisher höchste war 2442 im April 2001.